# Openpass
 (septembre 2015).
 (septembre 2015).
OpenPass est une méthode pour enregistrer des données sur une carte RFID pour un système de contrôle d'accès, par des logiciels propriétaires réalisés par différents fournisseurs.
OpenPass est réalisé selon la licence GPL 

## Le système OpenPass
Le système OpenPass consiste en :
- un support à carte à puce sans contact ISO 15693, sans restrictions propriétaires;
- borne de contrôle compatible avec le standard
- serveur centralisé et plateforme ouverte pour collecter et enregistrer les données
- connexion par services web et transmission de données en temps-réel ou pas lot.

Pour permettre l'échange d'informations entre des systèmes de contrôle d'accès hétérogènes, OpenPass défini un format d'échange en utilisant le métalangage XML. Les permissions d'accès sont stockées sur la carte à puce et organisées selon l'utilisation de marqueurs, représentés en XML. Les représentations XML sont rendues publiques par le serveur OpenPass. 
Avec une seule carte RFID, l'utilisateur a accès à tous les sites définis dans le système : chaque société est capable d'émettre un ticket elle-même et la carte est reconnue par chaque membre du système.
Le standard OpenPass défini un réseau réparti de centre de données, qui sont connectés entre eux par services web. Les informations collectées par les centres de données concernent les ventes et les passages aux bornes et l'ensemble est transmis au serveur central. Le format d'échange entre le serveur central et les centre de collecte de données sont en XML. 
Le serveur OpenPass reçoit les données et les stocke dans une base de données SQL centralisée, où chacun des données fait référence à un UID et toutes les informations personnelles du client.

## Points-forts de OpenPass
La méthodologie OpenPass est caractérisée par :
- données accessibles et compréhensibles par les utilisateurs;
- passages aux bornes rapide et "main-libre" (sans contact);
- rechargement en ligne et pré-vente;
- les données stockées sont cryptées lors de l'échange RFID;
- multi-usages;
- répartition des profits pour plusieurs domaines;
- possibilité d'opération par lot dans des contextes « hostiles » où la connexion réseau n'est pas permanente;
- réduction des couts des cartes à puce et des équipements du fait qu'il n'y a pas de lien avec un logiciel propriétaire.

## Implantations OpenPass
Actuellement, OpenPass est utilisé pour des systèmes de contrôle d'accès dans des stations de ski en Italie et en France :

### Italie: Skipass Lombardia
Skipass Lombardia a été le premier exemple en Europe de l'usage d'un format ouvert pour l'intégration de plusieurs systèmes de contrôle d'accès provenant de logiciels propriétaires et hétérogène. OpenPass a créé un système intégré pour toutes les stations de ski de la région Lombardie : 310 remontées mécaniques, 46 sociétés dans 30 domaines skiables.

### France: Nordic Pass Rhône-Alpes
La Fédération de ski nordique de la région Rhône-Alpes (FRAN) a fait la promotion du Nordic Pass Rhône-Alpes : un projet d'intégration de 5 000 km de pistes dans 83 stations de ski nordique, avec le format OpenPass.

### Italie: SkiArea VCO
Dans les Alpes du Piémont, la station de ski Neveazzurra a implémenté SkiArea VCO : un projet d'intégration du contrôle d'accès des stations Neveazzurra : Alpe Devero, Antrona Cheggio, Ceppo Morelli, Domobianca (Domodossola), Druogno, Formazza, Macugnaga, Mottarone, Piana di Vigezio, Pian di Sole, San Domenico (Varzo).